# Fleury (Mosela)
Fleury é uma comuna francesa na região administrativa de Grande Leste, no departamento de Moselle. Estende-se por uma área de 9,71 km². Em 2010 a comuna tinha 1 297 habitantes (densidade: 133,6 hab./km²).